# بخش ارتباط رادیویی اتحادیه بین‌المللی مخابرات
بخش ارتباطات رادیویی اتحادیه بین‌المللی مخابرات یکی از سه بخش اتحادیه بین‌المللی مخابرات است که مسئول ارتباطات رادیویی است.
نقش آن مدیریت طیف بسامدهای رادیویی بین‌المللی و منابع مدار ماهواره‌ای، توسعه استانداردهای سامانه‌های مخابرات برای اطمینان از استفاده مؤثر از طیف موج‌های رادیویی است.

## تاریخچه
کمیته مشورتی رادیویی بین‌الملل در سال ۱۹۲۷ (میلادی) پایه‌گذاری شد.
در سال ۱۹۳۲ (میلادی) کمیته مشورتی رادیویی بین‌الملل و چند سازمان دیگر (به همراه سازمان نخستین اتحادیه بین‌المللی مخابرات که در سال ۱۸۶۵ (میلادی) با نام «اتحادیه تلگراف بین‌الملل» پایه گذاشته بود) با یکدیگر تلفیق شدند تا در سال ۱۹۳۴ (میلادی) اتحادیه بین‌المللی مخابرات را پدیدآورند. در سال ۱۹۹۲ (میلادی) «کمیته مشورتی رادیوی بین‌الملل» به «بخش ارتباط رادیویی اتحادیه بین‌المللی» مخابرات تغییر کرد.

## کارکرد
بر پایه قانون اساسی اتحادیه بین‌المللی مخابرات، این سازمان نیاز دارد تا «برای جلوگیری از تداخل آسیب‌زننده بین ایستگاه‌های رادیویی کشورها» طیف موج‌های رادیویی، موقعیت مداری و دیگر پارامترها را اختصاص داده و ثبت کند؛ بنابراین کارکرد سامانه مدیریت طیف رادیویی بین‌المللی بر پایه رویه‌های نظارتی برای هماهنگی، آگاهی‌دهی، و ثبت بسامدها است.

## دبیرخانه
بخش ارتباط رادیویی اتحادیه بین‌المللی مخابرات، یک دبیرخانه همیشگی به نام «دفتر ارتباطات رادیویی» دارد که ستاد آن در محل ستاد اتحادیه بین‌المللی مخابرات در ژنو سوئیس است.